# Tulipa fosteriana
Tulipa fosteriana là một loài thực vật có hoa trong họ Liliaceae. Loài này được Irving miêu tả khoa học đầu tiên năm 1906.